# 張青武
張青武（1964年—），男，福建福州人，中國羽球運動員。
1984年，張青武與陳紅勇一起贏得美國羽球公開賽男子雙打冠軍。1986年，他贏得波蘭羽球公開賽男子單打冠軍。兩年後，他在1988年世界羽毛球大獎賽總決賽中獲得男子單打冠軍。在1987年的羽球世界盃上，他在四分之一決賽中輸給了趙劍華。在1989年的同一賽事他沒有進入第二輪。